# Paul Isberg (landshövding)

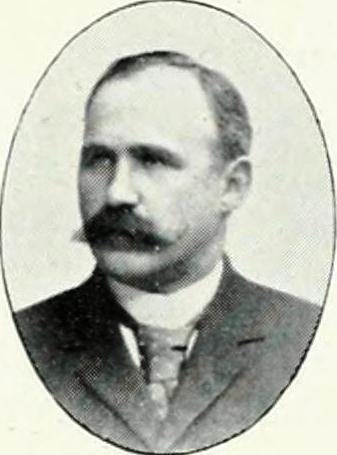
Paul Isberg, landshövding i Stockholms län 1896–1908.

Paul Gustaf Waldemar Isberg, född 2 september 1848 i Lund, död 10 september 1908 i Stockholm, var en svensk ämbetsman. Han var kusin till Arvid Isberg.

## Biografi
Isberg blev 1866 student vid Lunds universitet och avlade där 1870 hovrättsexamen. Han blev 1874 vice häradshövding, 1884 assessor i skånska hovrätten, 1886 konstituerad och 1888 ordinarie revisionssekreterare samt förordnades samma år till expeditionschef i Justitiedepartementet. Isberg var 1889–1891 häradshövding i Luggude härads domsaga, blev 1891 justitieråd och november 1896 landshövding i Stockholms län.
Isberg var medlem i skandinavisk kommitté angående förvärvande och förlust av medborgarrätt (1889–1891) samt i kommittéerna för utarbetande av bestämmelser angående municipalsamhällen (1897), angående jaktlag och jaktstadga (1898; ordförande), angående ett nytt etablissemang för flottans Stockholmsstation (1899–1900) och angående gemensam skandinavisk livförsäkringslagstiftning (1900). Han utgav Skiftesstadgan med anmärkningar, kapitel 2 och 3 (i "Nytt juridiskt arkiv", 1896–1897). Han blev ledamot av Lantbruksakademien 1901. 